# Arrow Rock State Historic Site Bridge
Pour les articles homonymes, voir Arrow Rock (homonymie).
 (août 2020).
L'Arrow Rock State Historic Site Bridge est un pont en arc à Arrow Rock, dans le comté de Saline, au Missouri, dans le centre des États-Unis. Protégé au sein de l'Arrow Rock State Historic Site, ce pont routier en béton construit vers 1937 dans le style rustique du National Park Service est inscrit au Registre national des lieux historiques depuis le 4 mars 1985.